# Mario Ferrara (tenore)
Mario Ferrara (Palermo, 1929 – Roma, 2010) è stato un tenore italiano.

## Carriera
Dopo gli esordi nel coro del Teatro Massimo di Palermo, debuttò nel ruolo del Malatestino dell’Occhio in Francesca da Rimini (Zandonai), nell’ambito delle recite itineranti dei Carri di Tespi (stagione ‘56?) ruolo che gli valse la prima incisione nell’edizione triestina del 1961, diretta dal maestro Franco Capuana. Comprimario dalla voce agile, dalla perfetta dizione e intelligenza scenica, si é distinto per un cinquantennio nei maggiori teatri italiani ed esteri, partecipando a diversi film-opera, tra i quali Tosca (film 1976) e terminando la sua carriera nel 2007 ne La fanciulla del West (Nick) sotto la direzione del maestro Maurizio Arena.